# Pete Droge
Pete Droge (Bainbridge Island, 11 marzo 1969) è un cantautore statunitense la cui musica si ispira principalmente a John Mellencamp, Tom Petty e Neil Young.

## Biografia
Nato nello stato di Washington vicino a Seattle, già a 4 anni, grazie alla madre insegnante di musica, imbraccia il primo strumento, l'ukulele.. Dopo un primo album autoprodotto Ramadillo (1993), si trasferisce a Portland. Grazie all'aiuto dell'amico di lunga data Mike McCready, chitarrista dei Pearl Jam, viene presentato al produttore Brendan O’Brien, il quale sentiti i demotapes gli procura un contratto discografico con la American Recordings di Rick Rubin
Pubblica nel 1994, prodotto da O'Brien, l'album di debutto Necktie Second. Dall'album viene estratto il singolo If You Don't Love Me (I'll Kill Myself) che ottiene un discreto successo commerciale e che in seguito viene usato per la colonna sonora del film Scemo & più scemo. L'album successivo, Find a Door del 1996 sempre prodotto da O'Brien e realizzato a nome Pete Droge and The Sinners ottiene buone recensioni ma non riesce ad essere promosso a sufficienza a causa dei problemi economici in cui versava l'etichetta. Il suo brano Beautiful Girl fu inserito nella colonna sonora del film Beautiful Girls di Ted Demme.
Per il terzo album, Spacey and Shakin del 1997,  passa alla 57 Records, sottoetichetta della Epic. I successivi album vengono pubblicati per la Puzzle Tree etichetta dello stesso Droge e facente parte del collettivo di musicisti indipendenti United Musicians. Nel 2000 ha interpretato il cantante Hiatt nel film Almost Famous dove assieme a Elaine Summers ha cantato il brano Small Time Blues, che secondo quanto detto dal regista Cameron Crowe intendeva omaggiare Gram Parsons e Emmylou Harris, incontrati da Crowe nel 1973.
Nel 2003 Droge si è dedicato al progetto parallelo, The Thorns, trio alternative rock composto anche da Matthew Sweet e da Shawn Mullins, con i quali ha fatto un tour promozionale per il loro eponimo album di debutto. Tra le sue collaborazioni musicali si segnalano quelle con Kim Richey e Stone Gossard.

## Discografia

### Album

#### Solista
- 1993 - Ramadillo (autoprodotto)
- 1994 - Necktie Second (American Recordings/Sony Music)
- 1996 - Find a Door (Warner)
- 1998 - Spacey and Shakin  (57 Records/Epic)
- 2003 - Skywatching (Puzzle Tree)
- 2006 - Under the Waves (Puzzle Tree)
- 2011 - A Lot Like You (colonna sonora) (Puzzle Tree)

#### The Thorns
- 2003 - The Thorns (Aware Records)